# Драничников, Юрий Архипович
Юрий Архипович Драничников (23 августа 1938 — 6 ноября 1998) — передовик советского машиностроения, токарь Красноярского машиностроительного завода имени В. И. Ленина Министерства общего машиностроения ССР, Герой Социалистического Труда (1981).

## Биография
Родился в 1938 году в селе Чебаки Ширинского района Красноярского края. Русский.
Обучался в средней школе, в 1957 году завершил обучение в профессионально-техническом училище.
С 1957 году и на протяжении 37 лет работал на заводе №1001 (ныне АО "Красноярский машиностроительный завод") в городе Красноярске. Вся его трудовая деятельность связана с профессией токарь.
Обладал высокой квалификацией, специализировался на изготовлении особо сложных деталей высокой точности для оснастки при подготовке производства одноступеньчатых баллистических ракет. Сменные задания стабильно выполнял на 140-150%. Брака в работе не имел. Рационализатор, автор нескольких внедрённых в производство предложений.
Закрытым указом  Президиума Верховного Совета СССР от 10 марта 1981 года за большие заслуги в создании специальной техники Юрию Архиповичу Драничникову было присвоено звание Героя Социалистического Труда с вручением ордена Ленина и медали «Серп и Молот».
С 1994 года на пенсии.
Жил в городе Красноярске. Умер 6 ноября 1998 года.

## Награды
За трудовые успехи был удостоен:
- золотая звезда «Серп и Молот» (10.03.1981)
- орден Ленина (10.03.1981)
- орден Октябрьской Революции (25.03.1974)
- Орден «Знак Почёта» (26.04.1971)
- Медаль «В ознаменование 100-летия со дня рождения Владимира Ильича Ленина» (1970)
- Медаль «Ветеран труда» (1984)
- другие медали.

Заслуженный машиностроитель РСФРС (1978);
Отличник социалистического соревнования министерства общего машиностроения СССР (1966).